# 성녀 모니카
모니카(Monica, 332년 - 387년)는 서방 교회의 4대 교회학자 가운데 한 사람인 히포의 아우구스티누스의 어머니이다. 로마 가톨릭과 성공회의 성인이다. 축일(기념일)은 8월 27일이다. 그녀의 이름은 어머니 또는 아내를 뜻하는 라틴어 파생단어이다. 회화에서는 종종 아우구스티노회 수녀복을 입은 늙은 여성으로 묘사한다. 상징물은 아우구스티노회의 규율집과 십자가이며, 여성과 어머니의 수호 성녀이다.

## 행적
모니카에 대한 이야기는 대부분 아우구스티누스의 저서 《고백록》에서 나온다. 아들인 아우구스티누스가 저술한 바에 따르면 모니카는 그리스도인 어머니의 귀감이 될 만한 여인이었다. 모니카는 오랫동안 남편 파트리키우스의 부도덕하고 난폭한 행실, 함께 사는 시어머니의 음주벽으로 고통을 받았다. 그러나 기독교를 신봉하는 아내의 헌신으로 남편을 설득하여 마침내 세례를 받게 했다. 또한 그녀는 아들 아우구스티누스 때문에 언제나 노심초사했다. 아우구스티누스는 세례를 받기는 했으나 예비신자에 어울리지 않는 방종한 삶을 살고 있었다. 아들의 방탕함이 심해지자 어머니 모니카는 스스로 포기하여 아들이 아직 개종할 때가 아니라고 여기게 되었다. 아우구스티누스는 집에서 도망쳐 나와 로마와 밀라노를 여행했다. 모니카는 아들을 따라갔고 아우구스티누스가 밀라노의 주교 암브로시우스를 만나 개종하게 되자 아들이 세례를 받는 자리에 있었다. 모니카는 아들이 세례받는 것을 본 뒤 북아프리카의 타가스테로 가는 배를 타기 전 이탈리아 오스티아에서 생을 마감했다.

## 참고 서적
아고스티노 트라페,《내 어머니 모니카》박규태 옮김 (좋은씨앗, 2008)
김광채,《믿음의 여인 모니카》(북랩, 2013)